# Shogunat Ashikaga
El shogunat Ashikaga (足利幕府, Ashikaga bakufu) va ser el segon règim feudal militar establert pels shōguns del clan Ashikaga des de l'any 1336 fins al 1573. El període és també conegut com el període Muromachi.
Aquest shogunat va ser creat, a causa del fet que el seu fundador, Ashikaga Takauji, qui estava al costat de l'Emperador contra l'anterior shogunat Kamakura, el clan Ashikaga va tenir un poder compartit amb el govern Imperial, més gran que el que tenia el shogunat Kamakura. Tot i això, va ser un shogunat dèbil, comparat amb el shogunat Kamakura i el shogunat Tokugawa. La majoria del poder regional encara pertanyia als daimyōs provincials, i el poder militar del shogunat depenia majoritàriament a la lleialtat que tenien al clan Ashikaga. Donat que van ser els feudals dels daimyōs es va tornar més poderosos, i tenien set de poder, això va desencadenar una guerra civil al final del shogunat, també conegut com el Període Sengoku.
El shogunat Ashikaga va ser destruït el 1573 quan Oda Nobunaga va deposar el quinzè i últim shōgun Yoshiaki, expulsant-lo de Kyoto. A partir d'aquell moment passarien trenta anys, fins que en el 1603 es va instaurar el tercer i últim shogunat al Japó, el shogunat Tokugawa.

## Llista de shōguns
1. Ashikaga Takauji (1305-1358) (r. 1338-1358)
2. Ashikaga Yoshiakira (1330-1368) (r. 1359-1368)
3. Ashikaga Yoshimitsu (1358-1408) (r. 1368-1394)
4. Ashikaga Yoshimochi (1386-1428) (r. 1395-1423)
5. Ashikaga Yoshikazu (1407-1425) (r. 1423-1425)
6. Ashikaga Yoshinori (1394-1441) (r. 1429-1441)
7. Ashikaga Yoshikatsu (1434-1443) (r. 1442-1443)
8. Ashikaga Yoshimasa (1436-1490) (r. 1449-1473)
9. Ashikaga Yoshihisa (1465-1489) (r. 1474-1489)
10. Ashikaga Yoshitane (1466-1523) (r. 1490-1493, 1508-1521)
11. Ashikaga Yoshizumi (1480-1511) (r. 1495-1508)
12. Ashikaga Yoshiharu (1510-1550) (r. 1522-1547)
13. Ashikaga Yoshiteru (1536-1565) (r. 1547-1565)
14. Ashikaga Yoshihide (1540-1568) (r. 1568)
15. Ashikaga Yoshiaki (1537-1597) (r. 1568-1573)